# Saleeïta
La saleeïta és un mineral de la classe dels fosfats que pertany al grup de l'autunita. Va ser descoberta l'any 1932 a la mina Shinkolobwe, Katanga, República Democràtica del Congo, sent anomenada així per Jacques Thoreau i Johannes F. Vaes en honor del belga Achille Salée (1883-1932), mineralogista i professor de la Universitat Catòlica de Lovaina.

## Característiques
És un uranil-fosfat hidratat de magnesi amb fórmula Mg(UO₂)₂(PO₄)₂·10H₂O. Degut a la seva composició d'urani és radioactiva. La seva estructura molecular consisteix en fulls de uranilofosfat entre les que es localitzen ions de magnesi i molècules d'aigua; els ions Mg2+ estan octaedricament coordinats amb sis de cada deu molècules d'aigua de la intercapa, però no amb les altres 4 molècules d'aigua. És extreta juntament amb altres minerals de l'urani com a mena d'aquest estratègic element. Per la seva alta radioactivitat ha de ser manipulada i emmagatzemada amb els adequats protocols.
Segons la classificació de Nickel-Strunz, la saleeïta pertany a «08.EB: Uranil fosfats i arsenats, amb ràtio UO₂:RO₄ = 1:1» juntament amb els següents minerals: autunita, heinrichita, kahlerita, novačekita-I, torbernita, uranocircita, uranospinita, xiangjiangita, zeunerita, metarauchita, rauchita, bassetita, lehnerita, metaautunita, metasaleeita, metauranocircita, metauranospinita, metaheinrichita, metakahlerita, metakirchheimerita, metanovačekita, metatorbernita, metazeunerita, przhevalskita, meta-lodevita, abernathyita, chernikovita, meta-ankoleita, natrouranospinita, trögerita, uramphita, uramarsita, threadgoldita, chistyakovaita, arsenuranospathita, uranospathita, vochtenita, coconinoita, ranunculita, triangulita, furongita i sabugalita.

## Formació i jaciments
És un mineral de formació secundària que apareix a la zona d'oxidació de jaciments de minerals de l'urani polimetàl·lics d'alteració hidrotermal, així com en roques sedimentàries, disseminat en roca arenisca contenint carnotita. Sol trobar-se associada a altres minerals com: torbernita, autunita, zeunerita, bassetita, dewindtita, sabugalita, fosfuranilita o dumontita.